# Whoo-eeee!
Whoo-eeee! (fu pubblicato anche con il titolo di Today's Jazz, Jazztone Records, J-1239) è un album di Bob Brookmeyer e Zoot Sims, pubblicato dalla Storyville Records nel 1956. Il disco fu registrato l'8 febbraio 1956 a New York City, New York (Stati Uniti).

## Tracce
Lato A
1. The King – 4:30 (Count Basie)
2. Lullaby of the Leaves – 5:08 (Bernice Petkere, Joe Young)
3. I Can't Get Started with You – 4:32 (Vernon Duke, Ira Gershwin)
4. Snake Eyes – 3:58 (Bob Brookmeyer)

Lato B
1. Morning Fun – 4:57 (Zoot Sims)
2. Whooeeee – 5:03 (Bob Brookmeyer)
3. Medley – 4:00
4. Box Cars – 5:15 (Al Cohn)

## Musicisti
- Zoot Sims - sassofono tenore, voce
- Bob Brookmeyer - trombone a pistoni
- Hank Jones - pianoforte
- Bill Crow - contrabbasso
- Jo Jones - batteria[4]